# Euchloe creusa
Espèce
Euchloe creusa  est un  insecte lépidoptère de la famille des Pieridae, de la sous-famille des Pierinae et du genre Euchloe.

## Dénomination
Euchloe creusa a été nommé par Edward Doubleday en 1847.
Synonymes : Anthocharis creusa Doubleday, [1847]; Euchloe elsa Beutenmüller, 1898 ; Euchloe orientalides Verity, 1908;

### Noms vernaculaires
Euchloe creusa se nomme Northern Marble ou Northern Marblewing en anglais.

## Description
Ce papillon de taille petite à moyenne (son envergure varie de 24 à 42 mm) en majorité blanc présente sur le dessus de l'aile antérieure à l'apex  une plage gris vert ponctuée de  blanc et une tache discoïdale étroite de couleur foncée. Le revers de l'aile antérieure est blanc avec une tache discoïdale étroite et une plage verte à l'apex et celui de l'aile postérieure est orné de longues rayures vertes.

## Biologie

### Période de vol et hivernation
Il vole en une seule génération de fin mai à début juillet.
Il hiverne au stade de chrysalide.

### Plantes hôtes
Les plantes hôtes de la chenille sont des Draba et d'autres Brassicaceae.

## Écologie et distribution
Il est présent en Amérique du Nord dans les Montagnes Rocheuses. Au Canada il réside en Colombie-Britannique, Alberta et  Saskatchewan. Aux États-Unis il réside dans le sud de l'Alaska et le nord du Montana dans Glacier National Park.

### Biotope
Il réside dans la toundra sèche et dans les clairières des Montagnes Rocheuses.

### Protection
Il n'y a pas de statut de protection particulier mais une étude et une protection de son habitat est requise,.